# オビエド
オビエド（スペイン語: Oviedo、アストゥリアス語：Uviéu）は、スペイン・アストゥリアス州のムニシピオ（基礎自治体）。アストゥリアス州の州都である。

## 地理
近隣の都市としては、北東24kmにビスケー湾に面した工業都市のヒホンが、北北西23kmにやはりビスケー湾に面したアビレスがあり、オビエドを含めた3都市がアストリアス州の三大都市である。オビエドの中心市街地から5kmの場所にはナロン川の支流であるノラ川が流れている。市街地の標高は80mから100m程度である。

### 気候
オビエドはエスパーニャ・ベルデと呼ばれるカンタブリア山脈の北麓に位置しているため、スペインにおいては比較的降水量が多く、比較的穏やかな気候である。オビエド自体もビスケー湾に近いことから、内陸部にあるものの温暖な海洋性気候であり、ケッペンの気候区分ではCfbに分類される。もっとも気温が高い月は8月であり、8月の平均最高気温は摂氏23.3度となる。
| オビエドの気候 (1981–2010)の気候 | オビエドの気候 (1981–2010)の気候 | オビエドの気候 (1981–2010)の気候 | オビエドの気候 (1981–2010)の気候 | オビエドの気候 (1981–2010)の気候 | オビエドの気候 (1981–2010)の気候 | オビエドの気候 (1981–2010)の気候 | オビエドの気候 (1981–2010)の気候 | オビエドの気候 (1981–2010)の気候 | オビエドの気候 (1981–2010)の気候 | オビエドの気候 (1981–2010)の気候 | オビエドの気候 (1981–2010)の気候 | オビエドの気候 (1981–2010)の気候 | オビエドの気候 (1981–2010)の気候 |
| 月                               | 1月                              | 2月                              | 3月                              | 4月                              | 5月                              | 6月                              | 7月                              | 8月                              | 9月                              | 10月                             | 11月                             | 12月                             | 年                               |
| -------------------------------- | -------------------------------- | -------------------------------- | -------------------------------- | -------------------------------- | -------------------------------- | -------------------------------- | -------------------------------- | -------------------------------- | -------------------------------- | -------------------------------- | -------------------------------- | -------------------------------- | -------------------------------- |
| 最高気温記録 °C （°F）           | 23.4 (74.1)                      | 24.6 (76.3)                      | 26.8 (80.2)                      | 31.5 (88.7)                      | 32 (90)                          | 35.5 (95.9)                      | 37 (99)                          | 35.6 (96.1)                      | 36.4 (97.5)                      | 31.7 (89.1)                      | 26.6 (79.9)                      | 23 (73)                          | 36.4 (97.5)                      |
| 平均最高気温 °C （°F）           | 12.0 (53.6)                      | 12.7 (54.9)                      | 14.9 (58.8)                      | 15.7 (60.3)                      | 18.2 (64.8)                      | 20.9 (69.6)                      | 22.8 (73)                        | 23.3 (73.9)                      | 22.1 (71.8)                      | 18.7 (65.7)                      | 14.6 (58.3)                      | 12.4 (54.3)                      | 17.4 (63.3)                      |
| 日平均気温 °C （°F）             | 8.3 (46.9)                       | 8.7 (47.7)                       | 10.5 (50.9)                      | 11.3 (52.3)                      | 13.9 (57)                        | 16.7 (62.1)                      | 18.7 (65.7)                      | 19.1 (66.4)                      | 17.6 (63.7)                      | 14.6 (58.3)                      | 10.9 (51.6)                      | 8.9 (48)                         | 13.3 (55.9)                      |
| 平均最低気温 °C （°F）           | 4.6 (40.3)                       | 4.7 (40.5)                       | 6.1 (43)                         | 6.8 (44.2)                       | 9.5 (49.1)                       | 12.4 (54.3)                      | 14.5 (58.1)                      | 14.8 (58.6)                      | 13.1 (55.6)                      | 10.4 (50.7)                      | 7.2 (45)                         | 5.3 (41.5)                       | 9.1 (48.4)                       |
| 最低気温記録 °C （°F）           | −6 (21)                          | −3.8 (25.2)                      | −3.6 (25.5)                      | −0.5 (31.1)                      | 1.6 (34.9)                       | 5.6 (42.1)                       | 7.4 (45.3)                       | 8.6 (47.5)                       | 5.2 (41.4)                       | 2.4 (36.3)                       | −4.2 (24.4)                      | −3.6 (25.5)                      | −6 (21)                          |
| 降水量 mm （inch）               | 84 (3.31)                        | 81 (3.19)                        | 78 (3.07)                        | 100 (3.94)                       | 82 (3.23)                        | 57 (2.24)                        | 45 (1.77)                        | 56 (2.2)                         | 66 (2.6)                         | 99 (3.9)                         | 115 (4.53)                       | 99 (3.9)                         | 962 (37.88)                      |
| 平均降水日数 （≥1 mm）           | 11                               | 10                               | 10                               | 12                               | 12                               | 8                                | 7                                | 8                                | 8                                | 11                               | 12                               | 12                               | 122                              |
| % 湿度                           | 76                               | 75                               | 74                               | 76                               | 78                               | 79                               | 79                               | 80                               | 78                               | 79                               | 79                               | 77                               | 78                               |
| 平均月間日照時間                 | 115                              | 122                              | 153                              | 161                              | 167                              | 167                              | 177                              | 176                              | 167                              | 138                              | 109                              | 105                              | 1,756                            |
| 出典：スペイン気象庁(AEMet)      |                                  |                                  |                                  |                                  |                                  |                                  |                                  |                                  |                                  |                                  |                                  |                                  |                                  |

### 人口
| オビエドの人口推移 1900－2010                           |
|                                                         |
| 出典:INE（スペイン国立統計局）1900年 - 1991年、1996年 - |

## 歴史

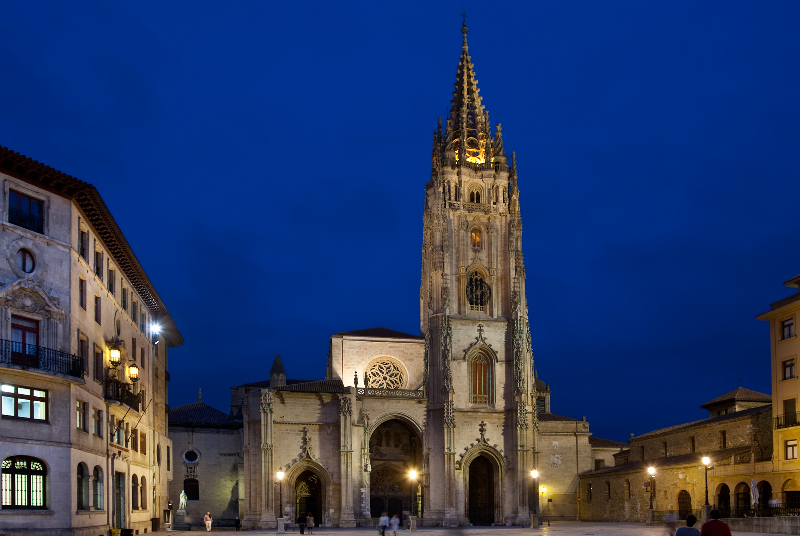
サン・サルバドール大聖堂

711年（または712年）、グアダレーテの戦いでアストゥリアスはイスラム教徒に征服された。722年のコバドンガの戦いでアストゥリアス王国の伝説的な王ペラーヨがアストゥリアスを奪回し、カンガス・デ・オニスにキリスト教徒の拠点を確保した（最初のレコンキスタ）。
761年頃に、修道院長マクシムスはオビエドに修道院を建てた。8世紀末のアストゥリアス王アルフォンソ2世は西ゴート王国の後継を自負し、オビエドを都としてアーヘンやトレドを模した宮廷・教会組織を作り、司教座を創建し、都を教会や修道院で飾った。
914年、アストゥリアス王国は都をレオンへ遷した。これ以降は、レオン王国と呼ばれ、のちにアストゥリアスはカスティーリャ王国、スペイン王国の一部となった。
近代に入ると、ナポレオンの侵入によって一時荒廃したが、近隣の地下資源を背景に工業都市として発展を遂げた。炭鉱労働者などが多いこともあり、20世紀に入ると労働運動が盛んになった。1934年には、大規模な鉱山労働者の蜂起（アストゥリアス革命）が起こったものの、後に独裁者となるフランコ指揮の軍に鎮圧された。1936年に勃発したスペイン内戦においては、北部の重要な工業都市であったことから、反乱軍がこの都市の確保を重視し、早期に制圧された。その後、政府側との激しい攻防が展開されたため、再び街は荒廃した。

## 経済
19世紀以降、近隣で産出される石炭や鉄鉱石を背景に、アストゥリアス地方で鉱工業が発展した。近年には製造業は盛んではなく、経済はサービス業に依存している。

## 社会

### 教育
1608年にはオビエド大学が開学し、オビエド、ヒホン、ミエーレスの3都市にキャンパスを有しているうえに、オビエド市内でも5か所にキャンパスが分散している。クリストキャンパスには生物学部、法学部、経済学部、医学・健康科学部、理学部、体育学・スポーツ科学専門学校がある。リャマキケキャンパスには理学部、教育学部、地質学部がある。カタラネスキャンパスにはコンピュータ工学部がある。セントロキャンパスには心理学部、鉱業・エネルギー・材料工学校がある。エル・ミランキャンパスには哲文学部がある。

### 交通
オビエドには1874年に開業したオビエド駅があり、ヒホンへの鉄道路線の他にも、プラビアを経由してイベリア半島の北海岸を西へ回る鉄道路線、さらに、東のサンタンデールなどへ向かう鉄道路線、そして、カンタブリア山脈を越えてレオン方面に向かう鉄道路線が存在する。
1978年には、近郊のトンネルで1000トンを超す軽油などを積んだ貨物列車が爆発、7人が死亡する事故が発生している。
また、近くにアストゥリアス空港も設置されている。

## 文化

### 観光
オビエドはアストゥリアス革命とスペイン内戦で破壊されたため、古い町並みはあまり残されていない。旧市街にはアストゥリアス考古学博物館があり、先史時代・古代ローマ時代・アストゥリアス王国時代などについての様々な展示がされている。同じく旧市街のベラルデ宮殿などにはアストゥリアス美術館があり、絵画などが展示されている。プリロマネスク建築の教会としてカマラ・サンタがあり、世界遺産の構成遺産となっている。オビエド大聖堂（サン・サルバドール大聖堂）は9世紀にアストゥリアス王アルフォンソ2世の命で建てられたものであり、14世紀からゴシック様式で増築された。

#### 世界遺産
オビエドおよびレナには9世紀に建設された3件の教会があり、1985年に「アストゥリアス王国の教会」という名称でユネスコの世界遺産に登録された。1998年に3件の建造物が追加され、「オビエドとアストゥリアス王国の建築物群」と改名された（ID312）。
- サン・ミゲル・デ・リーリョ教会（スペイン語版）
- サンタ・マリーア・デル・ナランコ教会（スペイン語版）
- サンタ・クリスティナ・デ・レーナ教会（スペイン語版）
- カマラ・サンタ・デ・オビエド（スペイン語版）
- サン・フリアン・デ・ロス・プラードス教会（スペイン語版）
- フォンカラーダの泉（スペイン語版）

この世界遺産は世界遺産登録基準のうち、以下の条件を満たし、登録された（以下の基準は世界遺産センター公表の登録基準からの翻訳、引用である）。
- (1) 人類の創造的才能を表現する傑作。
- (2) ある期間を通じてまたはある文化圏において、建築、技術、記念碑的芸術、都市計画、景観デザインの発展に関し、人類の価値の重要な交流を示すもの。
- (4) 人類の歴史上重要な時代を例証する建築様式、建築物群、技術の集積または景観の優れた例。

ギャラリー

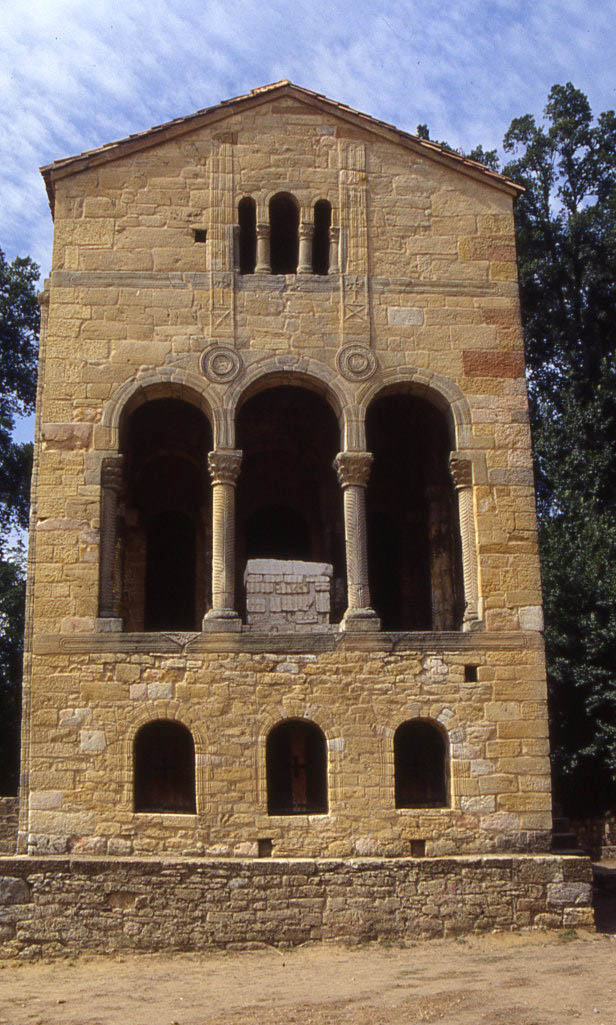
サンタ・マリーア・デル・ナランコ教会
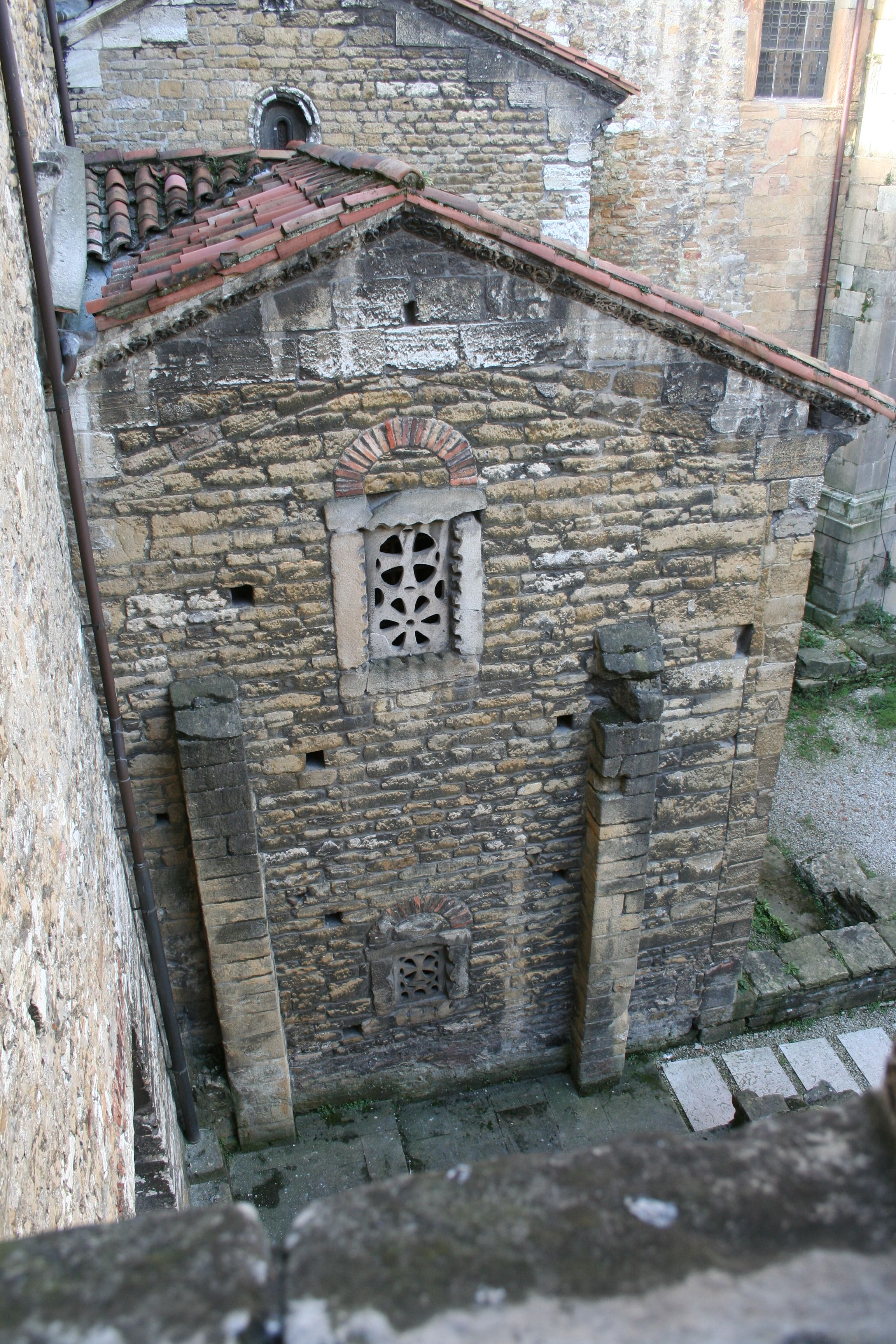
カマラ・サンタ・デ・オビエド
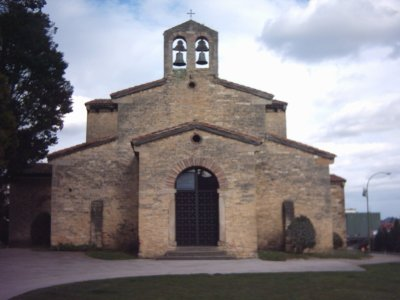
サン・フリアン・デ・ロス・プラードス教会
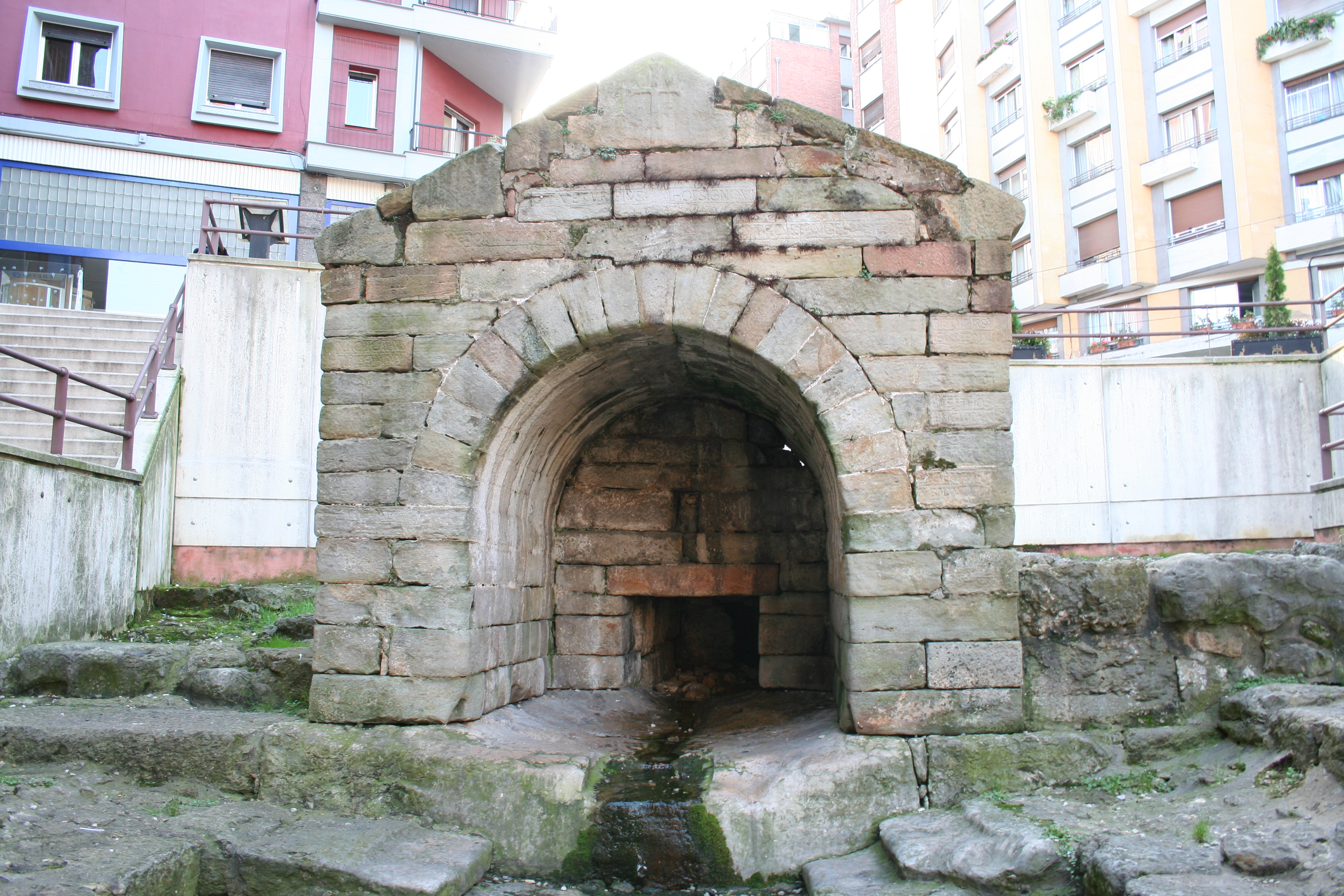
フォンカラーダの泉

### スポーツ
自転車ロードレースのブエルタ・ア・アストゥリアスはオビエドを含むアストゥリアス州全域で開催される。ブエルタ・ア・アストゥリアスのステージレースとして、オビエド近郊のナランコ山に登るシブダ・アル・ナランコがある。ブエルタ・ア・エスパーニャはオビエド近郊もコースの一部となる。
F1ドライバーのフェルナンド・アロンソはオビエド出身である。オビエド近郊のリャネラにはアロンソが設計したカートサーキットやアロンソの功績を展示した博物館がある。
| 競技                 | 名称                         | 所属リーグ                         |
| -------------------- | ---------------------------- | ---------------------------------- |
| 男子サッカー         | レアル・オビエド             | セグンダ・ディビシオン（2部）      |
| 女子サッカー         | レアル・オビエド             | セグンダ・ディビシオン（2部）      |
| 男子バスケットボール | オビエドCB                   | LEBオロ（2部）                     |
| 女子バスケットボール | CDウニベルシダ・デ・オビエド | リーガ・フェミニーナ2（2部）       |
| ラグビー             | オビエドRC                   | ディビシオン・デ・オノールB（2部） |
| ローラーホッケー     | オビエドBC                   | プリメーラ・ディビシオンB（2部）   |

## 姉妹都市
- バルパライソ、チリ
- ボーフム、ドイツ
- ブエノスアイレス、アルゼンチン
- ベラクルス、メキシコ
- クレルモン＝フェラン、フランス
- タンパ、アメリカ合衆国
- サンティアゴ・デ・コンポステーラ、スペイン
- トレビエハ、スペイン
- サンタ・クララ、キューバ
- ジャージーシティ、アメリカ合衆国
- 杭州市、中華人民共和国
- バレンシア・デ・ドン・フアン、スペイン
- ヴィゼウ、ポルトガル
- シントラ、ポルトガル[8]
- サモーラ、スペイン

## 出身者

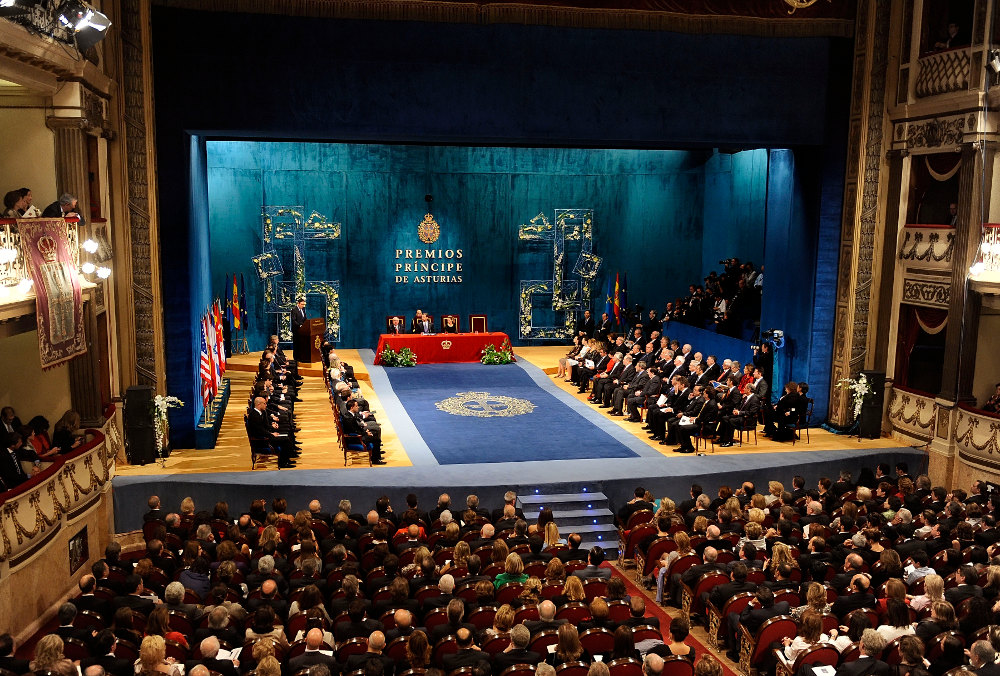
カンポアモール劇場で開催されるアストゥリアス皇太子賞授賞式

- クラリン(1852-1901) : 小説家・批評家。
- ラモン・ペレス・デ・アジャラ（英語版）(1880-1962) : 著作家。
- インダレシオ・プリエト(1883-1962) : 政治家。
- カルメン・ポロ(1900-1988) : フランシスコ・フランコの妻。
- アンヘル・ゴンサレス・ムニス（英語版）(1925-2008) : 詩人。
- アントニオ・ガモネーダ（英語版）(1931-) : 詩人。セルバンテス賞受賞。
- キニ(1949-2018) : サッカー選手。
- ティノ・カサル（英語版）(1950-1991) : シンガーソングライター。
- エル・スエニョ・デ・モルフェオ : 2002年デビューの音楽バンド。
- レティシア(1972-) : スペイン王妃。フェリペ6世の妃。
- ガロ・ブランコ（英語版）(1976-) : テニス選手・指導者。
- サムエル・サンチェス(1978-) : 自転車競技選手。
- メレンディ（英語版）(1979-) : ポップ歌手。
- フェルナンド・アロンソ(1981-) : F1ドライバー。2005年と2006年の個人総合優勝者。
- ミチュ(1986-) : サッカー選手。スペイン代表。
- フアン・マタ(1988-) : サッカー選手。スペイン代表。